# Gisselle Mancebo
Gisselle Catherine Mancebo Castillo (Barahona, República Dominicana; 16 de noviembre de 1971), conocida como La Reina del Larimar (Queen of Larimar), es ingeniera industrial y diseñadora de joyas artesanales. Durante su carrera ha creado piezas para celebridades como Victoria Kjaer, Aleska Génesis, Charityn Goico, Michelle Roxana, Amara la Negra, Cristal Marie, Daniel Santa Cruz, Mariasela Álvarez, Milagros Germán, Giannina Azar, Marianla Ancheta, Luz García, La Insuperable, Jessica Pereira, entre otras.
Sus diseños han sido presentados en eventos de alto nivel como el Festival de Cannes, la sede central de las Naciones Unidas en Nueva York (ONU), Miss Universo, la Gala de las Catrinas, New York Fashion Week, Miami Fashion Week, Atlanta Fashion Week y los Premios Soberano. También han sido expuestos en ferias internacionales como la Feria Internacional del Turismo (FITUR), llevando a Madrid, España, sus creaciones elaboradas con larimar y ámbar; la Abav Expo en Brasil; Ferien Messe Wien en Austria, y la Feria Cultural Confolens en Francia.

## Primeros años
Gisselle Mancebo nació en Barahona, República Dominicana, en una familia de clase media. Su interés por la joyería se despertó desde joven, influenciada por su abuela, quien le inculcó el aprecio por las piezas de diseño. A los 23 años, Mancebo tuvo a su primera hija, Gisela María, y años después tuvo a Gimarie y César Valoy.

## Carrera
Gisselle Mancebo comenzó a diseñar joyas en 2002, inicialmente para uso personal. En 2007, por petición de sus seres cercanos, empezó a comercializar sus creaciones de manera formal.
La joyería de Mancebo se elabora bajo los más altos estándares de calidad, utilizando materiales como larimar, ámbar, perlas, cristales y metales nobles. Cada pieza refleja una conexión profunda con sus raíces dominicanas y compromiso con la excelencia artesanal.
En 2018, presentó su primera exhibición abierta al público, "Retomando mis Raíces”, una recopilación de sus obras a lo largo de su trayectoria como diseñadora, inspiradas en su tierra natal, Barahona, y utilizando como escenario el Centro Cultural Quinta Dominica, ubicado en la Zona Colonial de Santo Domingo.
 En 2019, presentó su colección "Cielo, Tierra y Mar, Delirio Caribeño" en la sede de las Naciones Unidas (ONU) en Nueva York, conmemorando el 175 aniversario de la independencia dominicana, trasladando la riqueza natural del Caribe al integrar larimar, ámbar y cuerno. 
En 2021, exhibió “Ciclos”, también en la Quinta Dominica, una propuesta inspirada en el ciclo de la vida: nacer, vivir, reproducirse y morir. A través de tonos verdes, azules y blancos, y su característico círculo de cristales, simbolizó la continuidad, evolución y perfección de los ciclos, vinculando la naturaleza con su proceso creativo. En 2022, Gisselle Mancebo fue reconocida en los Dominican Fashion Awards como  como la mejor diseñadora de joyería y accesorios.
En 2023, participó en la Feria Internacional del Turismo (FITUR), llevando a Madrid, España, sus creaciones elaboradas con larimar y ámbar, piedras nacionales de la República Dominicana. Ese mismo año, formó parte de la exposición de alta joyería "Symbiosis", organizada por Caribbean Export con financiamiento de la Unión Europea. La exhibición reunió a artistas de Haití y la República Dominicana para promover la innovación y el diseño en joyería caribeña.
 En 2024, comenzó su colaboración con la diseñadora Giannina Azar, con la colección “Renacimiento”, inspirada en el arte del siglo XV, presentada en el United Palace durante el New York Fashion Week. Además, participó en la Gala de las Catrinas, antesala del certamen Miss Universo 2024.

## Eventos de moda y presencia internacional
Tras su colaboración con la diseñadora Giannina Azar, Mancebo presentó nuevas colecciones en diversos eventos internacionales de moda, incluyendo los celebrados en Miami, Nueva York y otras ciudades. En noviembre de 2024, participó en la Miami Fashion Week, realizada en el Gary Nader Art Centre, en el marco de Art Basel Miami, donde sus piezas acompañaron colecciones de moda de alto nivel.
En enero de 2025, fue parte de la Miami Supercar Week en West Palm Beach, Florida, un evento que combinó lujo, automovilismo y moda. Mancebo presentó diseños con larimar en este contexto exclusivo.
Durante febrero de 2025, tuvo participación en diversos eventos del New York Fashion Week. En el United Palace, sus creaciones fueron nuevamente exhibidas. Posteriormente, sus joyas brillaron en Times Square y en el evento de alta costura celebrado en el restaurante Habibi.
Ese mismo mes, presentó una colección individual en la Love Art y Glamour Gala Benéfica en Puerto Rico, titulada “Del castillo de Yvonne”, como parte del programa artístico del evento.
En marzo de 2025, varias figuras del espectáculo lucieron joyas diseñadas por Mancebo durante los Premios Soberano en República Dominicana. Entre ellas: Charytín Goico, Charyna Goico, Gelena Solano, Chary La Jefa y Verónica Batista García.
En abril de 2025, participó en el Trendy Fashion Week, donde la artista La Insuperable modeló sus diseños en un desfile de alto impacto. Ese mismo mes, Mancebo fue la diseñadora electa para adornar a las concursantes del certamen Miss Grand Dominican Republic 2025, con joyas elaboradas especialmente para la ocasión.
En mayo de 2025, sus piezas formaron parte del Festival de Cannes, siendo utilizadas en la alfombra roja y en eventos paralelos, destacándose por la elegancia del larimar como símbolo de identidad dominicana.